# قانون الوكيل الأجنبي الروسي
قانون الوكيل الأجنبي الروسي رسميًا «بشأن التعديلات على القوانين التشريعية للاتحاد الروسي فيما يتعلق بتنظيم أنشطة المنظمات غير الهادفة للربح التي تؤدي وظائف وكيل أجنبي» هو قانون في روسيا يتطلب من المنظمات غير الربحية التي تتلقى تبرعات أجنبية وتنخرط في «نشاط سياسي» التسجيل وإعلان أنفسهم عملاء أجانب.
تم تقديم مشروع القانون في يوليو 2012 من قبل مشرعين من حزب روسيا المتحدة الحاكم ووقعه الرئيس فلاديمير بوتين ليصبح قانونًا في 20 يوليو 2012. التشريع الجديد عبارة عن سلسلة من التعديلات على القوانين الحالية مع التغييرات التي يتم تطبيقها على القانون الجنائي والقوانين «المتعلقة بالجمعيات العامة» و«المنظمات غير التجارية» و«مكافحة غسل الأموال وتمويل الإرهاب». دخل القانون حيز التنفيذ في نوفمبر 2012، ولكن لم يتم تنفيذه بشكل نشط إلى أن أصدر فلاديمير بوتين تعليمات إلى مسؤولي إنفاذ القانون بالقيام بذلك خلال خطاب ألقاه أمام أعضاء جهاز الأمن الفيدرالي في عيد الحب 2013، حيث ذكر أن «أي شيء مباشر أو غير مباشر يخص التدخل في شؤوننا الداخلية وأي شكل من أشكال الضغط على روسيا وحلفائنا وشركائنا أمر غير مقبول».
بمجرد التسجيل تخضع المنظمات غير الحكومية لعمليات تدقيق إضافية وتكون ملزمة بوضع علامة على جميع بياناتها الرسمية بإفصاح عن تقديمها من قبل «وكيل أجنبي». عبارة «وكيل أجنبي» (بالروسية: иностранный агент) لها صلات قوية بالتجسس في حقبة الحرب الباردة، وقد تم انتقاد القانون في كل من روسيا ودوليًا باعتباره انتهاكًا لحقوق الإنسان ولأنه مصمم لاستهداف جماعات المعارضة وشبه مؤيدو القانون القانون بتشريع الولايات المتحدة بشأن جماعات الضغط التي توظفها الحكومات الأجنبية.